# Hanley Hills
Hanley Hills és una població dels Estats Units a l'estat de Missouri. Segons el cens del 2000 tenia 2.124 habitants.

## Demografia
Segons el cens del 2000, Hanley Hills tenia 2.124 habitants, 864 habitatges, i 582 famílies. La densitat de població era de 2.216,4 habitants per km².
Dels 864 habitatges en un 32,5% hi vivien nens de menys de 18 anys, en un 31,1% hi vivien parelles casades, en un 30,7% dones solteres, i en un 32,6% no eren unitats familiars. En el 28,8% dels habitatges hi vivien persones soles el 9% de les quals corresponia a persones de 65 anys o més que vivien soles. El nombre mitjà de persones vivint en cada habitatge era de 2,46 i el nombre mitjà de persones que vivien en cada família era de 3,01.
Per edats la població es repartia de la següent manera: un 27% tenia menys de 18 anys, un 9,1% entre 18 i 24, un 30% entre 25 i 44, un 24,1% de 45 a 60 i un 9,7% 65 anys o més.
L'edat mediana era de 36 anys. Per cada 100 dones de 18 o més anys hi havia 70,1 homes.
La renda mediana per habitatge era de 33.802 $ i la renda mediana per família de 37.368 $. Els homes tenien una renda mediana de 30.833 $ mentre que les dones 25.969 $. La renda per capita de la població era de 15.906 $. Entorn del 6,3% de les famílies i el 9,3% de la població estaven per davall del llindar de pobresa.

## Poblacions més properes
El següent diagrama mostra les poblacions més properes.